# Sadnik
Sadnik je priimek več znanih Slovencev:
- Dragica Sadnik (1919—2005), operna pevka, mezzosopranistka
- Julij Sadnik (1856—1933), učitelj in narodni gospodar
- Linda Sadnik Aitzetmüller (1910—1998), jezikoslovka slavistka, leksikografka